# Hampus Ekstrand
Hampus Ekstrand (Falköping, 28 ottobre 2003) è un pallavolista svedese, schiacciatore della Porto Robur Costa.

## Carriera

### Club
La carriera di Hampus Ekstrand inizia nel 2017 nel Floby; nella stagione 2019-20 esordisce nella Elitserien svedese grazie all'ingaggio da parte del RIG Falköping, a cui resta legato per due annate.
Nella stagione 2022-23 si trasferisce in Italia, per vestire la maglia della Prisma Taranto, in Superlega: dopo due stagioni con la squadra pugliese rimane in Italia anche per l'annata 2024-25 firmando per la Porto Robur Costa di Ravenna, in serie A2.

### Nazionale
Nel biennio 2018-2019 viene convocato nella nazionale svedese under 17 con cui vince la medaglia d'oro al campionato NEVZA 2019, dove è premiato sia come miglior schiacciatore che come MVP. Tra il 2018 e il 2020 è in quella under 18, mentre nel 2019 è in quella under 19, conquistando il bronzo al campionato NEVZA di categoria, premiato ancora come miglior schiacciatore. Nel 2022 è convocato nella nazionale under 20.
Nel 2021 ottiene le prime convocazioni nella nazionale maggiore; nel 2025 vince la medaglia d'oro all'European Silver League.

## Palmarès

### Nazionale (competizioni minori)
- Campionato NEVZA under 17 2019
- Campionato NEVZA under 19 2021
- European Silver League 2025

### Premi individuali
- 2019 - Campionato NEVZA under 17 2019: MVP
- 2019 - Campionato NEVZA under 17 2019: Miglior schiacciatore
- 2021 - Campionato NEVZA under 19 2021: Miglior schiacciatore